# Франческа да Ріміні
Франческа да Ріміні (італ. Francesca da Rimini, Francesca da Polenta), (близько 1255 — близько 1285) — знатна італійська дама, яка стала одним з вічних образів в європейській культурі. Її трагічна доля відображена в творах літератури, живопису, музики і кінематографа.

## Історичні факти

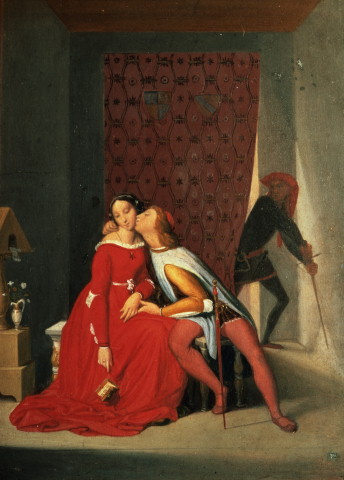
Ж.-Д. Енгр. Джанчотто застає Паоло і Франческу. 1819

Дочка Гвідо де Полента, правителя Равенни, Франческа відрізнялася винятковою красою. У 1275 році батько видав її заміж за знатного жителя міста Ріміні Джанчотто Малатеста (близько 1240–1304), людини ззовні потворної. Мабуть, у розрахунки Гвідо входило укласти династичний союз (на це вказував у своєму коментарі до «Божественної комедії» Джованні Боккаччо). Франческа народила від свого чоловіка двох дітей, однак закохалася у його брата — Джанчотто Паоло (близько 1246 — близько 1285). Заставши коханців разом, чоловік заколов обох. Однак багато питань, пов'язаних з цими подіями залишаються відкритими. Наприклад, немає впевненості в тому, де сталося вбивство: у Ріміні, в Пезаро, в Сантарканджело ді Романья або в замку Градара.

## Паоло і Франческа в літературі і мистецтві
Літературні твори:

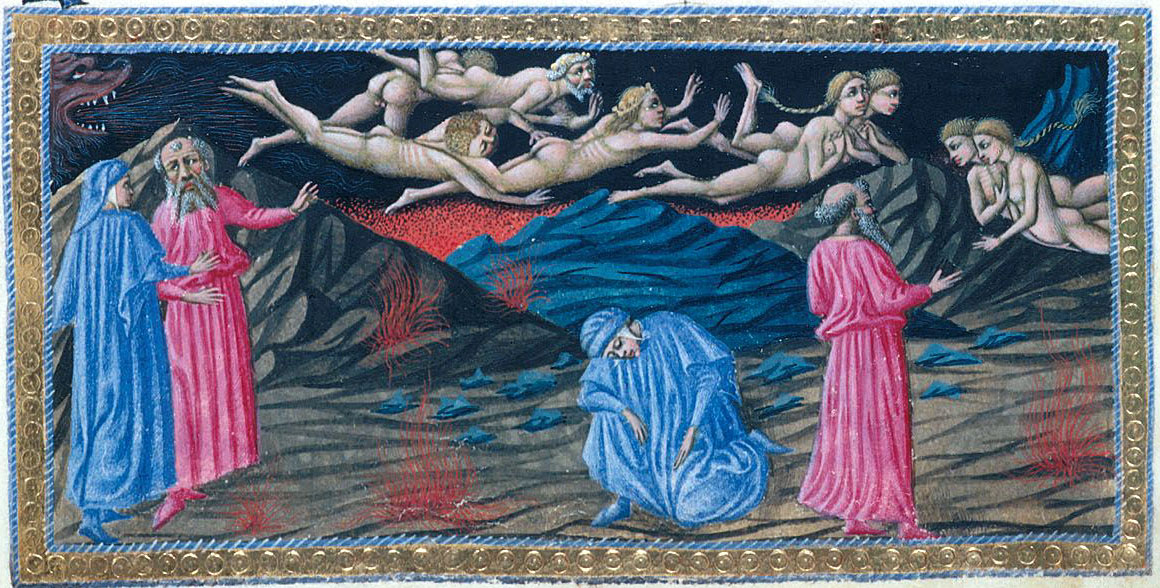
Пріамо делла Кверча. Паоло і Франческа. Ілюстрація до V книги «Пекла». Пр. 1450

- Данте, «Божественна комедія», розділ «Пекло», пісня V — цей епізод став відправним для багатьох митців, що зверталися до цієї теми пізніше
- Сільвіо Пелліко. «Франческа да Ріміні» (Francesca da Rimini, 1818). Трагедія.
- Джон Кітс. «Сон» (A dream). Сонет.
- Джордж Генрі Бокер. «Франческа да Ріміні» (Francesca da Rimini, 1853). Драма.
- Пауль Гейзе. «Франческа да Ріміні» (Francesca von Rimini, 1869). Повість.
- Габріеле д'Аннунціо. «Франческа да Ріміні» (Francesca da Rimini, 1901). Трагедія.
- Френсіс Кроуфорд. «Франческа да Ріміні» (Francesca da Rimini, 1902). Трагедія.

Музичні твори
- «Франческа да Ріміні» — симфонічна поема П. І. Чайковського (1876)
- «Франческа да Ріміні» — опера С. В. Рахманінова (1900)
- «Франческа да Ріміні» — опера Е. Ф. Направника (1902)
- «Франческа да Ріміні» — опера Ріккардо Дзандонаї (1914)
- «Франческа да Ріміні» — балет Б. Асаф'єва (1943)

Кіно
В 1949 році режисер Раффаелло Матараццо зняв фільм «Паоло і Франческа»; в головній ролі знялася сестра Марини Владі, актриса Оділь Версуа.